# Rietz-Neuendorf
Rietz-Neuendorf è un comune di 4 211 abitanti del Brandeburgo, in Germania.

Appartiene al circondario dell'Oder-Sprea.

## Storia
Nel 2003 vennero aggregati al comune di Rietz-Neuendorf i soppressi comuni di Alt Golm e Glienicke.

## Società

### Evoluzione demografica
- Sviluppo della popolazione dal 1875 entro gli attuali confini (Linea Blu: Popolazione; Linea puntata: Confronto dello sviluppo della popolazione dello stato del Brandenburgo; Sfondo grigio: Ai tempi del governo nazista; Sfondo rosso: Al tempo del governo comunista)
- Sviluppo recente della popolazione (Linea blu) e previsioni

| Anno | Abitanti |
| ---- | -------- |
| 1875 | 5 070    |
| 1890 | 5 468    |
| 1910 | 5 632    |
| 1925 | 5 511    |
| 1939 | 5 384    |
| 1950 | 7 446    |
| 1964 | 5 769    |

| Anno | Abitanti |
| ---- | -------- |
| 1971 | 5 626    |
| 1981 | 4 672    |
| 1985 | 4 688    |
| 1990 | 4 529    |
| 1995 | 4 515    |
| 2000 | 4 576    |
| 2005 | 4 482    |

| Anno | Abitanti |
| ---- | -------- |
| 2010 | 4 232    |
| 2015 | 4 124    |
| 2016 | 4 109    |
| 2017 | 4 080    |
| 2018 | 4 102    |
| 2019 | 4 098    |
| 2020 | 4 108    |

Fonti dei dati sono nel dettaglio nelle Wikimedia Commons..

## Geografia antropica
Appartengono al comune di Rietz-Neuendorf le frazioni (Ortsteil) di Ahrensdorf, Alt Golm, Behrensdorf, Birkholz, Buckow, Drahendorf, Glienicke, Görzig, Groß Rietz, Herzberg (con le località Hartensdorf e Krachtsheide), Neubrück (con la località Raßmannsdorf), Pfaffendorf (con la località Kunersdorf), Sauen e Wilmersdorf.
Ogni frazione è amministrata da un "consiglio locale" (Ortsbeirat) di tre membri e da un "presidente di frazione" (Ortsvorsteher).

## Amministrazione

### Gemellaggi
Rietz-Neuendorf è gemellata con:
- Jerzmanowa, dal 2001